# 達蒙·魯尼恩

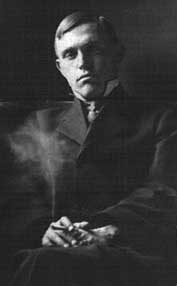
達蒙·魯尼恩

阿尔弗雷德·达蒙·鲁尼恩（Alfred Damon Runyon，1880年10月4日 — 1946年12月10日）是美国记者、短篇小说作家。 
他最出名的作品是歌頌美國禁酒令時期纽约百老匯劇院世界的短篇小说。 他在書中寫了不少關於赌徒、骗子、演员和歹徒的故事，而且他還喜歡給書中的人物起绰号。達蒙·魯尼恩在書中始终不用簡稱。